# Андріанов Володимир Миколайович
Володимир Миколайович Андріанов (нар. 28 липня 1913, Миколаїв — пом. 29 травня 1978, Миколаїв) — організатор суднобудівної галузі СРСР та УРСР, багаторічний директор заводу ім. 61 Комунара, голова Миколаївського промислового облвиконкому (січень 1963– грудень 1964). Депутат Верховної Ради УРСР 6—8-го скликань.

## Біографія
Народився 28 липня 1913 року в одному із найстаріших родів міста Миколаєва.
До 1928 року — навчання у трудовій школі № 19. З 1928 по 1931 — навчання в профтехшколі № 1 міста Миколаєва.
1931—1936 роки — навчання в Миколаївському кораблебудівному інституті за спеціальністю інженер-механік.
У 1936 приступив до роботи на заводі ім. 61 Комунара механіком цеху, а потім до червня 1941 року працював начальником цього ж цеху.
У червні 1941 року наказом міністра Наркома суднобудівної промисловості СРСР назначений на завод імені Андре Марті на посаду начальника енергоцезу. Там він працював до 13 серпня 1941 року, брав активну участь у демонтажі і відправці в глибокий тил цінного устаткування.
13 серпня 1941 року разом з іншими фахівцями заводу виїхав до м. Астрахань, де він отримує направлення на Тюменський суднобудівний завод, де з вересня 1941 року по листопад 1942 працював головним енергентиком підприємства. В цей час тут будували торпедні катери. У листопаді 1942 року наказом НКСП направлений на суднобудівний завод в місті Гороховець (тепер Владимирської області) на посаду головного енергетика.
У листопаді 1943 року приступив до роботи в НКСП в м. Москва уповноваженим Наркосудпрому по миколаївському заводу імені 61 комунара і включений до складу спецбригади по організації відновлення і введення в експлуатацію заводу після звільнення міста Миколаєва від окупантів.
Навесні 1944 року Андріанов вже був на заводі імені 61 комунара, де працював головним енергетиком, начальником монтажного цеху, заступником директора заводу.
З 1951 до 1956 року В. М. Андріанов — головний інженер суднобудівного заводу у Владивостоці, з 1956 до 1959 року — головний інженер суднобудівного заводу імені А. О. Жданова в Ленінграді.
З 1959 до 1960 року — начальник технічного відділу Ради народного господарства (раднаргоспу) Херсонського економічного адміністративного району, з жовтня 1960 до липня 1961 року — начальник управління суднобудівної промисловості, а з липня 1961 до грудня 1962 року — 1-й заступник голови Ради народного господарства (раднаргоспу) Херсонського економічного адміністративного району.
17 січня 1963 року В. М. Андріанов обраний головою Миколаївської обласної (промислової) Ради депутатів трудящих, яку очолював до грудня 1964 року.
3 березня 1963 року обирається депутатом Верховної Ради УРСР VI скликання, 12 березня 1967 — депутатом Верховної Ради УРСР VII скликання, 13 червня 1971 — депутатом Верховної Ради УРСР VIII скликання.
У березні 1965 року обраний заступником голови Миколаївської обласної Ради депутатів трудящих.

## Керівництво заводом ім. 61 комунара
З 11 червня 1965 року Андріанов — директор заводу імені 61 комунара.
В період 1965—1976 рр. на заводі побудовано і здано замовникові 41 судно.
За час директорства В. М. Андріанова побудовані китобійні судна «Вал», «Лоцман», «Бакен», 30 рефрижераторних судет типу «Сибирь», у тому числі «Молодая гвардия» (1966), «Имени 61 коммунара» (1967), «Ханс Пегельман» (1968), «Альбена» (1969), «Маршал Малиновский» (1970), «Алмазный» (1971) і вісім рефрижераторів типу «50 лет СССР», у тому числі «Берингов пролив» (1973), «Пролив Санникова» (1974).
За керівництва В. М. Андріанова побудовано спеціальний корабель комплекмного постачання «Березина» (1972–1977) проекту 1833. Він призначений для постачання кораблів і суден ВМФ боєзапасом, паливом і іншими вантажами у відкритому морі.
Період керівництва заводом В. М. Андріановим ознаменувався впровадженням передових методів організації праці і технологій, наприклад впровадження на підприємстві автоматичної системи управління виробництвом.
В цей час розгорнулось широкомасштабне будівництво житла для працівників заводу.
В. М. Андріанов приділяв особливу увагу також питанням культури виробництва і праці, поліпшенню санітарних умов працівників зіводу. Було реконструйовано піонерський табір в Мар'їній Рощі, побудована база відпочинку «Чорноморка» на Лагерній косі в Очаківському районі.
У той період завод ім. 61 комунара став об'єктом передового досвіду для інших підприємств міста і галузі.
1 вересня 1976 року був звільнений з посади директора заводу ім. 61 комунара у зв'язку з переходом на пенсійне забезпечення.
З 1976 по 1978 рік — директор Миколаївської філії ленінградського Північного проектно-конструкторського бюро, де зробив великий внесок у його становлення і розвиток.

## Нагороди
Орден Леніна (1971). Три ордени Трудового Червоного Прапора (1963, 1966, 1967).
Медалі:
- «За трудову відзнаку» (1950),
- «За трудову мужність» (1954),
- «За мужню працю у Великій Вітризняній війні 1941—1945 рр» (1945)

У 1973 році нагороджений Почесною грамотою Верховної Рали УРСР